# Pseudoscypha
Pseudoscypha är ett släkte av svampar. Pseudoscypha ingår i familjen Hysteriaceae, ordningen Hysteriales, klassen Dothideomycetes, divisionen sporsäcksvampar och riket svampar.
|              | Gloniopsis                             |
|              |                                        |
|              | Actidiographium                        |
|              |                                        |
|              | Acrogenospora                          |
|              |                                        |
|              | Glonium                                |
|              |                                        |
|              | Gloniella                              |
|              |                                        |
|              | Hysteroglonium                         |
|              |                                        |
|              | Encephalographa                        |
|              |                                        |
|              | Hysterocarina                          |
|              |                                        |
|              | Hysterium                              |
|              |                                        |
|              | Graphyllium                            |
|              |                                        |
|              | Hysterographium                        |
|              |                                        |
|              | Cleistonium                            |
|              |                                        |
| Pseudoscypha | \| \| Pseudoscypha abietis \| \| \| \| |
|              | \| \| Pseudoscypha abietis \| \| \| \| |
|              | Hysteropatella                         |
|              |                                        |
|              | Psiloglonium                           |
|              |                                        |
|              | Hysterobrevium                         |
|              |                                        |
|              | Oedohysterium                          |
|              |                                        |
|              | Pseudoscypha abietis                   |
|              |                                        |

|  | Pseudoscypha abietis |
|  |                      |